# 王嘉盈 (藝人)
王嘉盈（英語：Wong Ka Ying，1998年2月19日—），藝名嘉盈（Kaying），香港女藝人，亦是YouTube頻道FHProductionHK的成員。

## 簡歷
王嘉盈自小住觀塘翠屏邨，後因為父母離異而反叛學壞，曾經三度離家出走，更試過被判入屯門兒童及青少年院28日，後來她亦轉校到慕光英文書院，順利升讀中六畢業。
王嘉盈早年在旺角先達廣場當售貨員，2019年底「FHProductionHK」公開招募願意說髒話出鏡的幕前女演員，所以王嘉盈就主動拍下一段自薦片段，試鏡成功後正式加盟「FHProductionHK」。
2021年3月，王嘉盈開設了自家YouTube頻道。
2022年起，王嘉盈開始經常出演 ViuTV 不同的綜藝節目。

## 演出

### MV
- 光頭幫TomFatki - Calling Now

### 節目演出（ViuTV）
- 2022年：《肥美人》第12集嘉賓
- 2022年：《姊妹們的國際市場》（固定嘉賓）
- 2022年：《90分鐘狂熱倒數》主持
- 2022年：《Auntie妳好》第33集嘉賓
- 2023年：《困獸鬥》第46-48集嘉賓
- 2023年：《日本，你真識食？》 第6-8集嘉賓
- 2023年：《極度俏郎君》飾 JoJo 第15、16、20集
- 2023年：《癮營人》主持

### 電影
- 2023年：《超神經械劫案下》 飾 女財神
- 2025年：《搗破法蘭克》

### 舞台演出
- 2021年：試當真「《試當真一週年現場版》（暫名）」
- 2022年：FHProductionHK「十周年Show」

## 外部連結
- 王嘉盈的Instagram帳戶
- YouTube上的王嘉盈頻道